# Amélie Pans
 (février 2025).
La mise en forme du texte ne suit pas les recommandations de Wikipédia : il faut le « wikifier ».
Les points d'amélioration suivants sont les cas les plus fréquents :
- Les titres sont pré-formatés par le logiciel. Ils ne sont ni en capitales, ni en gras.
- Le texte ne doit pas être écrit en capitales (les noms de famille non plus), ni en gras, ni en italique, ni en « petit »…
- Le gras n'est utilisé que pour surligner le titre de l'article dans l'introduction, une seule fois.
- L'italique est rarement utilisé : mots en langue étrangère, titres d'œuvres, noms de bateaux, etc.
- Les citations ne sont pas en italique mais en corps de texte normal. Elles sont entourées par des guillemets français : « et ».
- Les listes à puces sont à éviter, des paragraphes rédigés étant largement préférés. Les tableaux sont à réserver à la présentation de données structurées (résultats, etc.).
- Les appels de note de bas de page (petits chiffres en exposant, introduits par l'outil «  Source ») sont à placer entre la fin de phrase et le point final[comme ça].
- Les liens internes (vers d'autres articles de Wikipédia) sont à choisir avec parcimonie. Créez des liens vers des articles approfondissant le sujet. Les termes génériques sans rapport avec le sujet sont à éviter, ainsi que les répétitions de liens vers un même terme.
- Les liens externes sont à placer uniquement dans une section « Liens externes », à la fin de l'article. Ces liens sont à choisir avec parcimonie suivant les règles définies. Si un lien sert de source à l'article, son insertion dans le texte est à faire par les notes de bas de page.
- La présentation des références doit suivre les conventions bibliographiques. Il est recommandé d'utiliser les modèles {{Ouvrage}}, {{Chapitre}}, {{Article}}, {{Lien web}} et/ou {{Bibliographie}}. Le mode d'édition visuel peut mettre en forme automatiquement les références.
- Insérer une infobox (cadre d'informations à droite) n'est pas obligatoire pour parachever la mise en page.

Pour une aide détaillée, merci de consulter Aide:Wikification.
Si vous pensez que ces points ont été résolus, vous pouvez retirer ce bandeau et améliorer la mise en forme d'un autre article.
Amélie Pans est une femme politique belge, députée régionale au Parlement de la région de Bruxelles-Capitale et présidente de la commission des affaires sociales en Cocof. Elle est membre du Mouvement réformateur (MR) et conseillère communale à Woluwe-Saint-Lambert. Elle est particulièrement engagée sur les questions de mobilité, de logement et de gouvernance locale.

## Biographie

### Formation et carrière professionnelle
Amélie Pans est diplômée d’un graduat en marketing à l'EPHEC, avec des options en achat, sous-traitance et logistique.
Elle commence sa carrière dans le secteur privé :
- Comme responsable des achats chez CARODEC, un magasin de matériaux de construction.
- Ensuite comme office manager pour la société IHPO, spécialisée dans les magasins d’électroménagers.
- Et pour finir, comme office manager et conseillère politique pour une société énergétique suédoise.
- En 2022 : Amélie Pans préside la *Platform for Electromobility*[1],[2],[3].

## Parcours politique
Amélie Pans s’engage en politique au sein du Mouvement réformateur (MR) et se présente pour la première fois aux élections communales en 2012.
- 2013 : Élue conseillère du CPAS de Woluwe-Saint-Lambert.
- 2018 : Élue conseillère communale à Woluwe-Saint-Lambert.
- 2020 : Élue conseillère de police à Woluwe-Saint-Lambert.
- 2024 : Élue députée au Parlement bruxellois.

Elle mène la liste MR+ pour les élections communales de 2018 et 2024.
Elle s’est notamment distinguée en portant plainte contre son homologue du parti Islam. En cause, une menace de mort lancée par ce dernier sur la page Facebook du parti libéral lors des élections communales de 2018.

## Engagements et positions
Amélie Pans est particulièrement active sur plusieurs thématiques :
- Mobilité : Elle défend l’usage du vélo comme moyen de transport efficace et écologique, tout en respectant la liberté de chacun de choisir le mode de déplacement qui lui convient le mieux.
- Logement : Elle milite pour une offre de logements accessibles aux jeunes et aux familles à Woluwe-Saint-Lambert.
- Transparence politique : Elle a dénoncé plusieurs décisions de la majorité communale en place, qu’elle qualifie d'« immobilisme »[6].

Elle s’est également battue pour la mise en place d’une « prime Be Home » afin d’aider les propriétaires occupants, une proposition systématiquement refusée par la majorité communale.
En 2024, elle interpelle le Collège des Bourgmestre et Échevins de Woluwe-Saint-Lambert sur la décision d'Olivier Maingain de quitter DéFI pour créer un nouveau parti. Elle souligne les questions que cela pose sur la représentation politique communale et insiste sur la nécessité de garantir une gestion transparente des moyens communaux.

En 2025, dans le cadre de son travail parlementaire, elle dépose une proposition d’ordonnance visant à instaurer un droit à l’erreur en Région de Bruxelles-Capitale. Cette initiative a pour objectif de permettre aux citoyens et aux entreprises de bonne foi de corriger une première erreur administrative sans encourir de sanction disproportionnée.
1. ↑  « New consumer study shows that the EV transition is inevitable », sur Eurelectric
2. ↑  « E-Charge 4 Drivers: Consumer study », sur Echarge4Drivers
3. ↑  « Ford joins the Platform for Electromobility », sur Platform for Electromobility
4. ↑  « Amélie Pans veut tripler son score aux communales », sur BX1
5. ↑  « Woluwe-Saint-Lambert : la tête de liste MR porte plainte contre son homologue de DéFI », sur Le Soir
6. ↑  « Le MR réagit après la coalition DéFI-Engagés : « Un choix de l’immobilisme » », sur BX1
7. ↑  « Woluwe-Saint-Lambert vote son budget 2023 avec un boni », sur Sudinfo
8. ↑  « Woluwe-Saint-Lambert : tensions entre Olivier Maingain et le MR après des accusations autour de la gestion de la commune », sur BX1
9. ↑  Proposition d’ordonnance visant à instaurer un droit à l’erreur en Région de Bruxelles-Capitale, Parlement bruxellois, 2025